# Basterdzandloopkever
De basterdzandloopkever of bronzen zandloopkever (Cicindela hybrida) is een kever uit de familie loopkevers (Carabidae).
Het is met een lengte van ongeveer 14 tot 20 millimeter een wat grotere soort. De basterdzandloopkever is een van de circa vijf zandloopkevers die in het Nederlandse taalgebied voorkomen. Deze soort is te herkennen aan de zwartbruine dekschilden met lichtere tot witte dwarsbanden op het dekschild, die zeer grillig zijn maar wel symmetrisch. Zowel de volwassen kever als de larve zijn uitgerust met grote kaken, en het zijn felle rovers. De witte bovenlip (labrum) wordt soms al snel na de dood zwart.
De kever verkent al lopend en vliegend de bodem en grijpt alles wat hij aankan, vooral mieren en andere insecten. Deze soort vliegt minder makkelijk op dan andere zandloopkevers. De larve wacht in een gaatje in de grond op passerende prooi. De basterdzandloopkever is te vinden op een kale of spaarzaam begroeide zanderige bodem, vooral op droge, warme plaatsen als zandpaden in naald- of gemengd bos en zandverstuivingen.

## Larve
De larve leeft in kleine loodrechte tunneltjes die als gaatjes in de bodem zichtbaar zijn. De tunneltjes worden breder naarmate het lichaam groter wordt. De larve is van dichtbij bekeken een vraatzuchtig monster; een wormachtig stekelig lichaam en een enorme kop met stevige kaken. Hiermee grijpen ze alles wat ze aankunnen, en ze lijken qua levenswijze wel op de larve van de mierenleeuw (Myrmeleon formicarius).